# Linothele cristata
Espèce
Synonymes
- Uruchus cristatus Mello-Leitão, 1945

Linothele cristata est une espèce d'araignées mygalomorphes de la famille des Dipluridae.

## Distribution
Cette espèce est endémique du Minas Gerais au Brésil,.

## Description
La femelle holotype mesure 20 mm.

## Systématique et taxinomie
Cette espèce a été décrite sous le protonyme Uruchus cristatus par Mello-Leitão en 1945. Elle est placée dans le genre Linothele par Raven en 1985.

## Publication originale
- Mello-Leitão, 1945 : « Some interesting new Brazilian spiders. » Transactions of the Connecticut Academy ofArts and Sciences, vol. 36, p. 169-175.